# Coloburella octogenaria
Coloburella octogenaria är en urinsektsart som först beskrevs av Mills och Schmidt 1957.  Coloburella octogenaria ingår i släktet Coloburella och familjen Isotomidae. Inga underarter finns listade i Catalogue of Life.